# Piotr Mysłakowski
Piotr Mysłakowski (ur. 4 kwietnia 1944 w Krakowie) – polski architekt wnętrz, grafik wydawniczy, genealog. Autor licznych publikacji, w tym książek, poświęconych Fryderykowi Chopinowi.

## Życiorys
Syn Zygmunta Mysłakowskiego i Łucji z domu Nowak. W 1961 ukończył V Liceum Ogólnokształcące im. Augusta Witkowskiego w Krakowie, a następnie ASP w Krakowie. Był wiceprezydentem Międzynarodowej Federacji Architektów Wnętrz (IFI), ekspertem UNESCO, wiceprezesem Polskiego Towarzystwa Heraldycznego, członkiem Towarzystwa Historyczno-Literackiego w Paryżu.  Autor i współautor książek i artykułów o tematyce biografistycznej i genealogicznej. Laureat nagród i wyróżnień za prace historyczne (m.in. dorocznej Nagrody Ministra Kultury i Dziedzictwa Narodowego, 2011). Prelegent odczytów na tematy historyczno-chopinowskie (m.in. Bangkok, Paryż, Lwów, Warszawa, Poznań, Kraków).
Piotr Mysłakowski prowadzi specjalistyczne badania źródłowe nad rodziną i otoczeniem Fryderyka Chopina. Ich rezultaty publikuje od 2001 roku. Trzy pierwsze książki na temat rodziny Chopina (2000, 2005, 2009) powstały we współpracy z Andrzejem Sikorskim.
W 2025 opracował edytorsko nowe wydanie książki Jarosława Iwaszkiewicza Chopin (wyd. Polskie Wydawnictwo Muzyczne, ISBN 978-83-224-5166-3). W trosce o aktualność i rzetelność faktograficzną, książka została wzbogacona o przypisy rzeczowe i bibliograficzne, które aktualizują stan wiedzy oraz wskazują na istotne opracowania biograficzne powstałe po 1955 roku. Wydanie zostało również uzupełnione o zaproponowany przez badacza wybór literatury biograficznej, której Jarosław Iwaszkiewicz nie miał możliwości uwzględnić w swojej pracy.

## Publikacje (wybór)
- W górę rzeki – Mysłakowscy z Ziemi Dobrzyńskiej. Wspomnienia, teksty, materiały, Warszawa 1997.
- Zygmunt Mysłakowski – inne oblicze uczonego [w:] Historia Wychowania w XX wieku – dorobek i perspektywy (pr. zbior.), Kielce 1998, s. 243-254.
- Zygmunt Mysłakowski (1890-1971) [w:] Prafilmówka krakowska 1945-1947 [pr. zbior.], Kraków 1998, s. 107-109.
- Władysław Bełza, Kronika potoczna z życia Adama Mickiewicza [oprac.], Warszawa 1998.
- Dzieje rodzin Kienów i Hoeschlów, wydanie bibliofilskie [wstęp i oprac.], Warszawa 1999.
- Materiały genealogiczne szlachty parafii Rypin 1675-1808, Warszawa 1998
- Opowieści rypińskie – dzieje, ludzie, obyczaje parafii Rypin w okresie staropolskim, Warszawa 1998.
- W poszukiwaniu podstaw pedagogiki – Zygmunt Mysłakowski (1890-1971), [pr. zbior.], Warszawa 1999.
- Rodzina matki Chopina. Mity i rzeczywistość [z A. Sikorskim], Warszawa 2000
- Bibliografia prac Zygmunta Mysłakowskiego [w:] Myśl pedagogiczna przełomu wieków (pr. zbior.), Kraków 2001.
- Rodzina ojca Chopina. Migracja i awans, Warszawa 2002.
- Mikołaj Chopin, biogram [w:] Katalog wystawy Fryderyk Chopin i bracia Kolbergowie na tle epoki. Przyjaźń, praca, fascynacje, TIFC 2005 [z A. Sikorskim].
- Justyna Chopinowa, biogram [w:] Katalog wystawy Fryderyk Chopin i bracia Kolbergowie na tle epoki. Przyjaźń, praca, fascynacje, TIFC 2005 [z A. Sikorskim].
- Chopinowie. Krąg rodzinno-towarzyski, [z A. Sikorskim], Warszawa 2005.
- Pamiętniki Fryderyka hrabiego Skarbka [oprac.], Warszawa 2009.
- Fryderyk Chopin. Korzenie, [z A. Sikorskim], Warszawa 2009.
- Fryderyk Chopin. The Origins, [z A. Sikorskim], Warszawa 2010.
- Ziemia dobrzyńska w życiu rodziny Chopinów, Warszawa 2010.
- O Chopinie w Grodzisku i okolicach, Warszawa 2010.
- Fryderyk Chopin [seria wydawnicza „Skarby kultury i literatury polskiej”, subskrypcja numerowana], Proszówki MMX.
- Warszawa Chopinów, Warszawa 2018.
- Wspomnienia o Chopinie. Tom 1 (wybór i opracowanie), Warszawa 2023.

### Artykuły
- Badania genealogiczne szlachty ziemi dobrzyńskiej – parafia Rypin 1675-1808, „Biuletyn Polskiego Towarzystwa Heraldycznego” 1996 nr 15
- Język i praktyka sądów ziemskich w drugiej połowie XVIII „Radca Prawny” 1997 nr 6
- Profesor UJ dr Zygmunt Mysłakowski w Zawoi, „Pod Diablakiem” [pismo regionalne] 1997 nr 5
- Wojewoda płocki Mikołaj Jan Podoski h. Junosza (1676-1762) i jego rodzina, „Notatki płockie” 1998 nr 2[3]
- Piotr Gałkowski, Genealogia ziemiaństwa ziemi dobrzyńskiej XIX i XX wieku [rec.], „Przegląd Historyczny”, zeszyt 2/1998.
- Zanim Wieszcz spłynął Wilją… [dzieje pomnika Mickiewicza w Wilnie Zbigniewa Pronaszki], „Przekrój” nr 39/1998.
- Dora Maar – koniec wielkiego romansu [nieznana kolekcja dzieł Picassa], „Przekrój ”nr 51-52/1998.
- Krzemienieccy Krafftowie, „Wspólnota Polska” nr 5/1998.
- Bitwa Warszawska 1920 r., „Wspólnota Polska” nr 11/1998.
- O improwizacjach Mickiewicza i pomniku Słowackiego w Krzemieńcu, „Wspólnota Polska” nr 6/1999.
- Mickiewicz–Chopin (z pamiętnika Karola Abranyi), „Przekrój” nr 8/1999.
- Powrót do Krzemieńca [dzieje pomnika Słowackiego], „Przekrój ”nr 18/1999.
- Zapomniany dziwak Bronisław Faliszewski, aktor scen polskich, „Pod Diablakiem” [pismo regionalne] nr 1-2/1999.
- Muzeum Szlachty Mazowieckiej w Ciechanowie, „Biuletyn Polskiego Towarzystwa Heraldycznego” nr 19/1999.
- Chopin – rodowe zagadki, „Przekrój” nr 42/2000
- Gabriel Ladaique, Les origines lorraines de Frederic Chopin [rec. wraz z A. Sikorskim], „Rocznik Polskiego Towarzystwa Heraldycznego”, Warszawa 2001.
- A review of recent publications devoted to Chopin, „Chopin in the world” nr 12/2001.
- Po to się żyje, by jeść u Wierzynka! [dzieje Klubu Inteligencji Demokratycznej Kuźnica 1945-1949 i krakowskiej restauracji Wierzynek], „Gazeta Wyborcza” (wyd. krakowskie), Kraków, 5 marca 2002.
- Chińskie pochodzenie Chopina, czyli jak powstają legendy, „Ruch Muzyczny” nr 14/2002.
- Okoliczności urodzin Fryderyka Chopina. Co mówią źródła, [z A. Sikorskim], „Ruch Muzyczny” nr 20/2002.
- Zboińscy z Kowalewa a rodzina Chopinów, [z A. Sikorskim], „Ruch Muzyczny” nr 15-16/2003.
- W zaczarowanym kręgu teatru i sceny – Witold Noskowski (1873-1939), „Ruch Muzyczny” nr 17-18/2003.
- Wejście Polski do Unii – rozmowa z ministrem Janem Kułakowskim, „Wspólnota Polska” nr 2/2003.
- Chopin i tajemnice rodzinne, „Wspólnota Polska”, nr 3/2003.
- Nieznane chopiniana – dary Marka Kellera dla TiFC, „Wspólnota Polska”, nr 3/2003.
- Mały kraj z ogromnymi problemami, wywiad z Leszkiem Henslem, ambasadorem RP w Sarajewie, „Wspólnota Polska” nr 4/2003.
- Na Bałkanach – w Bośni i Hercegowinie, „Wspólnota Polska” nr 4/2003.
- Jakub Benik i Jan Austen, [z A. Sikorskim], „Ruch Muzyczny” nr 17/2004.
- Skarby kultury polskiej w zbiorach Biblioteki Polskiej w Paryżu (wywiad z prof. C.P. Zaleskim), „Wspólnota Polska” nr 4/2004.
- Biblioteka Polska w Paryżu znów działa, „Wspólnota Polska” nr 6/2004.
- Okoliczności przyjazdu Mikołaja Chopina do Polski, „Ruch Muzyczny” nr 18/2004.
- Les circonstances de l'arrivée de Nicolas Chopin en Pologne, „L'éducation musicale”, nr 523/524, Francja maj/czerwiec 2005.
- Chopin w Bangkoku, „Ruch Muzyczny” nr 1/2006.
- Jeszcze o Ludwice – glosa do artykułu H. Nowaczyka, „Ruch Muzyczny” nr 25/2006 (z A. Sikorskim).
- Skąd się wziął Chopin?, „Musicalia”, numer zerowy, Wrocław 2007.
- Moriolka i Chopin – czy to jest przyjaźń, czy to jest kochanie?, „Ruch Muzyczny” nr 21/2007.
- Jan Nowak – zapomniany działacz Polonii wrocławskiej czasów pruskich, „Wspólnota Polska” nr 6/2008.
- Powrót baronowej Est[e], „Ruch Muzyczny” nr 3/2009.
- Jeszcze o wizerunku Chopina od siedmiu boleści, „Ruch Muzyczny” nr 9/2009.
- Wakacje Chopinów w Orłach, „Ruch Muzyczny” nr 11/2009.
- I już go nie ma… Prasa polska o śmierci Chopina (I), „Ruch Muzyczny” nr 26/2009.
- I już go nie ma… Prasa polska o śmierci Chopina (II), „Ruch Muzyczny” nr 1/2010.
- Ziemia dobrzyńska w życiu rodziny Chopinów, „Rocznik Muzeum Ziemi Dobrzyńskiej w Rypinie”, t. 1, Rypin 2009.
- J.J. Eigeldinger: Chopin and Pleyel (rec.), „Chopin in the World” 2010.
- F. Getreau (red.) : Chopin e il suono di Pleyel (rec.), „Chopin in the World” 2010.
- Le milieu educatif de Frederic Chopin, „L'Education musicale”, Paryż 2010.
- Śladami Fryderyka Chopina po Warszawie, „Rota” nr 1/2010.
- Rodzina Fryderyka Chopina, „Rocznik Muzeum Mazowieckiego w Płocku”, Płock 2011.
- Interesting new findings relating to Chopin's life [rec. książki G. Ladaique'a „Chopin, sa filiation française”], „Chopin in the World”, 2011.
- Ile prawdy w biografiach Chopina?, „Ruch Muzyczny” nr 15/2011.
- Magister Chopin [odpowiedź na polemikę], „Ruch Muzyczny” nr 21/2011.
- Chopin, Liszt et les femmes, „L'Education musicale”, Paryż 2011.
- Wśród krewnych i powinowatych Chopina, „Ruch Muzyczny” nr 2/2012.
- Julian Fontana i Fryderyk Chopin – dwie zagadki urodzinowe, „More Maiorum”, nr 4(27)/2015.

## Nagrody
- 2000 Wyróżnienie w Konkursie im. Adama Heymowskiego – Polskie Towarzystwo Heraldyczne za książkę Materiały genealogiczne szlachty parafii Rypin 1675-1808[4]
- 2001 Nagroda w Konkursie im. Adama Heymowskiego – Polskie Towarzystwo Heraldyczne za książkę Rodzina matki Chopina. Mity i rzeczywistość[5]
- 2011 Nagroda Ministra Kultury i Dziedzictwa Narodowego w dziedzinie animacji i upowszechniania kultury[6]